# BRE
Элемент распознавания В  (BRE) — последовательность ДНК, найденная в промоторной области большинства генов в эукариот и архей. BRE является цис-регуляторным элементом, который находится выше ТАТА-бокса, и состоит из 7 нуклеотидов.
BRE был открыт в 1998 году Ричардом Эбрайтом (англ. Richard Ebright) и сотрудниками

## Обзор
Первыми двумя нуклеотидами последовательности BRE могут быть либо гуанин либо цитозин. Третий нуклеотид либо гуанин либо аденин. Следующие четыре нуклеотида всегда одни и те же: цитозин, гуанин, цитозин, цитозин.
G/C G/C G/A C G C C.
Фактор транскрипции IIB (TFIIB) распознаёт и связывает эту последовательность ДНК. Четвёртая и пятая альфа-спирали TFIIB внедряются в большой желобок ДНК последовательности BRE. TFIIB является одной частью преиниационного комплекса, который помогает РНК-полимеразе II связывать ДНК.